# Novoivánovskoye (Krasnodar)
Novoivánovskoye (del ruso: Новоивановское) es un selo del raión de Kushchóvskaya del krai de Krasnodar, en Rusia. Está situado en la orilla derecha del río Yeya, 3 km al sureste de Kushchóvskaya y 175 km al norte de Krasnodar, la capital del krai. Tenía 501 habitantes en 2010
Pertenece al municipio Kushchóvskoye.

## Historia
Pertenecía anteriormente al selsovet Stepnianskoye.

## Transporte
Por la localidad pasa la carretera federal M4 Don.